# Ashley Brzozowicz
Ashley Brzozowicz, född den 17 december 1982 i Toronto i Kanada, är en kanadensisk roddare.
Hon tog OS-silver i åtta med styrman i samband med de olympiska roddtävlingarna 2012 i London.